# ألاستير قالبرايث
ألاستير قالبرايث (بالإنجليزية: Alastair Galbraith)‏ هو موسيقي نيوزيلندي، ولد في 1965.

## وصلات خارجية
- ألاستير قالبرايث على موقع ميوزك برينز (الإنجليزية)
- ألاستير قالبرايث على موقع أول ميوزيك (الإنجليزية)
- ألاستير قالبرايث على موقع ديسكوغز (الإنجليزية)